# Metajalysus
Metajalysus — рід клопів (Heteroptera) родини берітід (Berytidae). Включає 4 види.

## Поширення
Представники роду поширені в Південній Америці: на півночі Аргентини, півдні Бразилії, півдні Болівії та в Еквадорі.

## Опис
Тіло завдовжки 3-4,5 мм. Голова довша за ширше, незагострена, розділена на сильно опуклу лобову частку з трьома ребрами і вузьку задню частку з поперечними ребрами на рівні внутрішніх країв голови. Є складні очі та прості вічна по боках голови. Довгі й тонкі рідковолосисті вусики складаються з чотирьох сегментів, перший із яких найдовший, третій — другий за довжиною, а четвертий — найкоротший

## Види
- Metajalysus clavatus Henry & Dellapé, 2021
- Metajalysus graziae Henry & Dellapé, 2021
- Metajalysus horvathi Stusak, 1977
- Metajalysus pilosus Henry & Dellapé, 2021